# Juillet 1780

## Événements
- Inde : le sultan de Mysore Haidar Alî envahit le Carnatic et met le siège devant Madras où Munro, le vainqueur de la bataille de Buxar, est battu[1].
  - Le nabab d’Arcot, qui a bénéficié d’importants investissements de la part des Britanniques, est pressé par eux de les honorer ; c’est pourquoi il se livre au pillage des terres de Mysore, ce qui déclenche la deuxième guerre britannico-mysoréenne.
  - Haidar Alî comprend que seule une vaste alliance entre Hindous et Musulmans peut chasser les Britanniques. Il négocie avec les Français et l’escadre du bailli de Suffren est annoncée dans l’océan Indien.

- 9 juillet : le Danemark adhère à la Ligue de neutralité armée[2].

- 11 juillet : l'escadre du Chevalier de Ternay entre dans la rade de Newport[1]. Rochambeau débarque avec les régiments du roi de France qu'il commande pour aider les insurgents américains.